# فورفورتو
فورفورتو (انگلیسی: FourFourTwo) نام یک ماهنامه فوتبالی است که توسط فیوچر پی‌ال‌سی منتشر می شود. نام این مجله از یک سیستم در فوتبال (۲–۴–۴) گرفته شده است.